# الهاشم
الهاشم تقع دائرة هاشم في الجنوب الشرقي لولاية معسكر، المتكونة من 47 بلدية و 16 دائرة. وهي تتربع على العديد من الوحدات الطبيعية.هي ليست اقليمًا معزولًا فهي تحتفظ بعلاقات قوية مع «تيغنيف» في الجنوب، ومع باقي الدوائر المحيطة بها. تجمع الدائرة ثلاث بلديات: هاشم، زلامطة، ونسمط على مساحة 592 كم2. قدر عدد سكانها عام 2008 ب: 36513 نسمة، وهو مايمثل فقط 4.6% من مجموع سكان الولاية بكثافة سكانية قدرها 62 نسمة/كم2.